# Сытовка (Красноармейский район)
Сытовка — деревня в Красноармейском районе Самарской области России. Входит в состав сельского поселения Кировский.

## География
Деревня находится в южной части Самарской области, в пределах низкого Сыртового Заволжья, в степной зоне, на правом берегу реки Чагры, на расстоянии примерно 16 километров (по прямой) к юго-западу от села Красноармейского, административного центра района. Абсолютная высота — 94 метра над уровнем моря.
Климат
Климат характеризуется как континентальный, засушливый, с жарким летом и холодной малоснежной зимой. Среднегодовая температура воздуха — 4,7 °С. Средняя температура воздуха самого тёплого месяца (июля) — 21,6 °C (абсолютный максимум — 41 °C); самого холодного (января) — −12,7 °C (абсолютный минимум — −46 °C). Среднегодовое количество атмосферных осадков составляет 420 мм, из которых 277 мм выпадает в период с апреля по октябрь. Снежный покров держится в течение 136 дней.
Часовой пояс
Деревня Сытовка, как и вся Самарская область, находится в часовой зоне МСК+1. Смещение применяемого времени относительно UTC составляет +4:00.

## Население
| 2010 |
| ---- |
| 74   |

Половой состав
По данным Всероссийской переписи населения 2010 года в гендерной структуре населения мужчины составляли 54,1 %, женщины — соответственно 45,9 %.
Национальный состав
Согласно результатам переписи 2002 года, в национальной структуре населения русские составляли 88 % из 84 чел.